# Gymnoscirtus
Gymnoscirtus is een geslacht van rechtvleugeligen uit de familie sabelsprinkhanen (Tettigoniidae). De wetenschappelijke naam van dit geslacht is voor het eerst geldig gepubliceerd in 1891 door Karsch.

## Soorten
Het geslacht Gymnoscirtus  is monotypisch en omvat slechts de volgende soort:
- Gymnoscirtus unguiculatus (Karsch, 1888)